# 春梅斎北英

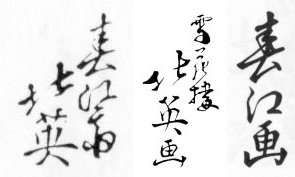
署名 - 右:春江(画)、中:雪花楼 北英(画)、左:春梅斎 北英

春梅斎 北英（しゅんばいさい ほくえい、生没年不詳）とは、江戸時代の大坂の浮世絵師。

## 来歴
春好斎北洲の門人。春江、北英、春江斎、春梅斎、春梅亭、雪花楼、春陽斎と号す。作には「ふもとのゆき」、「越しのゆき」、「こしじのむめ」、「ふもとのむめ」という印章を使用する。大坂の人で立売堀一丁目に住む。作画期は文政11年（1828年）から天保7年（1836年）のおよそ九年ほどで、文政12年から春江斎北英と称し、春梅斎の号は天保4年（1833年）11月から使用している。柳斎重春と同時期に活動し、短い期間に多数の大判役者絵を版行しており、その技巧は終始巧緻で全く破綻がないと評されている。他には絵入根本の挿絵も手がける。生没年は不明だが、一説には天保8年頃没したという。
門人に春寿、北寿、北雪、北信がおり、他に門人と推定される絵師に北西、北妙、北倒、北升、北木がいるが何れも寡作であった。北英がいなくなったことで流光斎如圭 - 松好斎半兵衛 - 春好斎北洲 - 北英と続いた上方絵の主流は断絶した。

## 作品
- 『敵討浦朝霧』七冊　絵入根本　※天保5年（1834年）刊行
- 『いろは仮名四谷怪談』二編10冊　絵入根本　※天保5年刊行
- 『■礎花木樹』（めいしょずえはなのこのした）[1]前編6冊・後編6冊　絵入根本　※天保6年刊行
- 「孔雀三郎・中村歌右衛門」　大判錦絵　早稲田大学演劇博物館所蔵　※文政11年正月、大坂角の芝居『天満宮梅桜松』より
- 「団七九郎兵衛・嵐璃寛」　大判錦絵　※天保3年（1832年）5月、大坂筑後芝居『夏祭浪花鑑』より
- 「つくしノ権六・中村芝翫」　大判錦絵2枚続の内　早稲田大学演劇博物館所蔵　※天保6年4月、大坂中の芝居『契情箱伝授』より。歌川国鶴との合作
- 「平井ごん八・嵐璃寛　小むら咲・中村富十郎」　大判錦絵　早稲田大学演劇博物館所蔵　※天保6年9月、大坂中の芝居『双紋廓錦絵』より

|  |  |  |